# Axel Lindqvist (språkforskare)
Axel Martin Lindqvist, född 15 november 1882 i Malmö, död 27 september 1959 i Göteborg, var en svensk språkforskare.
Axel Lindqvist var son till byggmästaren Anders Lindqvist. Efter mogenhetsexamen vid Malmö högre allmänna läroverk 1901 blev han student vid Lunds universitet. Perioden 1904-1930 studerade Lindqvist även under perioder i Greifswald, Göttingen och Leipzig. Han blev 1904 filosofie kandidat och 1909 filosofie licentiat samt var 1909-1916 lärare vid Lunds privata högre lärarinneseminarium. Licentiatexamen avhandlade svenska verbaladjektiv. 1912 blev Lindqvist filosofie doktor och var 1912-1917 docent i Nordiska språk vid Lunds universitet. Hans doktorsavhandling behandlade förskjutningar i förhållandet mellan grammatiskt och psykologiskt subjekt i svenskan. Lindquist var 1916-1918 lärare vid Lunds fullständiga läroverk för flickor och docent i tyska språket vid Lunds universitet 1917-1920. Han var 1918-1927 lektor i modersmålet vid Helsingborgs högra allmänna läroverk och lektor i modersmålet och latin vid Högre allmänna läroverket å Södermalm 1927-1934. Lindqvist var sakkunnig inom skolöverstyrelsens läroverksavdelning 1928, 1933 och 1934, docent i tyska språket vid Stockholms högskola 1928-1934, lärare vid Södermalms högre läroanstalt för flickor 1929-1930, tillförordnat undervisningsråd vid skolöverstyrelsens läroverksavdelning 1930, 1931 och 1934, lärare i tyska vid Krigshögskolan 1930-1935, ordförande i Lektorernas förening 1932-1936, sakkunnig vid omorganisationen av undervisningen vid Krigshögskolan, ordförande i styrelsen för Mathilda Halls skola i Göteborg 1935-1939, 1935 tillförordnad och därefter 1935-1949 ordinarie professor i tyska språket vid Göteborgs högskola, ordförande i Filologiska samfundet i Göteborg 1937-1941, ledamot av styrelsen för Institutionen för ortsnamns- och dialektforskning vid Göteborgs högskola från 1939 och ordförande där från 1940, ledamot av styrelsen för Sigrid Rudebecks skola från 1939 och ordförande där från 1955, ledamot av styrelsen för Meijerbergs institut för svensk etymologisk forskning från 1939, ledamot av Nämnden för svensk språkvård från 1945 och vice ordförande där från 1947, ledamot av Svenska institutet för kulturellt utbyte med utlandets vetenskapliga nämnd från 1946 samt prorektor vid Göteborgs högskola 1946-1949. Axel Lindquist blev 1937 ledamot av Kungliga Vetenskaps- och Vitterhetssamhället i Göteborg.